# Yongnim-gun
Yongnim-gun (koreanska: 룡림군) är en kommun i Nordkorea.   Den ligger i provinsen Chagang, i den centrala delen av landet, 190 km nordost om huvudstaden Pyongyang.